# Statue eines Spartanischen Kriegers

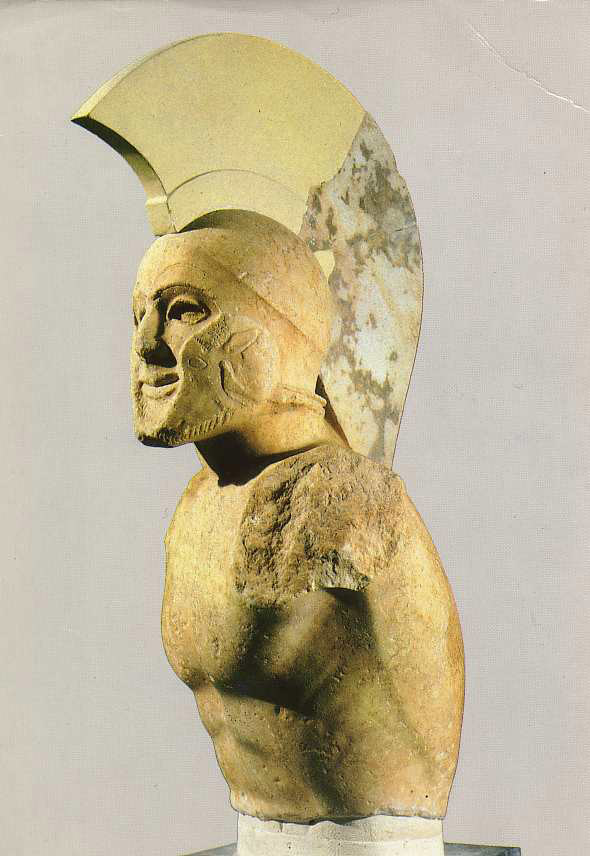
Der Spartanische Krieger, genannt Leonidas

Die Statue eines Spartanischen Kriegers im archäologischen Museum von Sparta (Nr. 3365) wurde während der Ausgrabungen im Tempel der Athene Chalkioikos durch die British School at Athens in den Jahren 1924–1925 gefunden. Es handelt sich um eines der besterhaltenen Werke lakonischer Kunst und wird in die Zeit zwischen 490 und 480 v. Chr. datiert. 
Die nur zum Teil erhaltene Marmorstatue stellt einen kämpfenden Hopliten dar. Der Statue fehlen Extremitäten und Teile des Torsos. Er trägt einen Helm mit großem Kamm und schweren Wangenpanzern, die mit Widderhörnern dekoriert sind. Außer dem Oberkörper wurden noch beide Unterschenkel mit Beinschienen und ein Fragment des Schildes gefunden.
Die Statue wurde nach ihrer Entdeckung zunächst im Archäologischen Museum in Athen ausgestellt, auf Wunsch der Bevölkerung aber im Jahr 1938 in das Archäologische Museum nach Sparta verlegt. Die Skulptur wird auch Leonidas genannt, weil am Fundort bekannterweise die Statue des legendären Königs von Sparta aufgestellt war.